# Kołpaczek blady

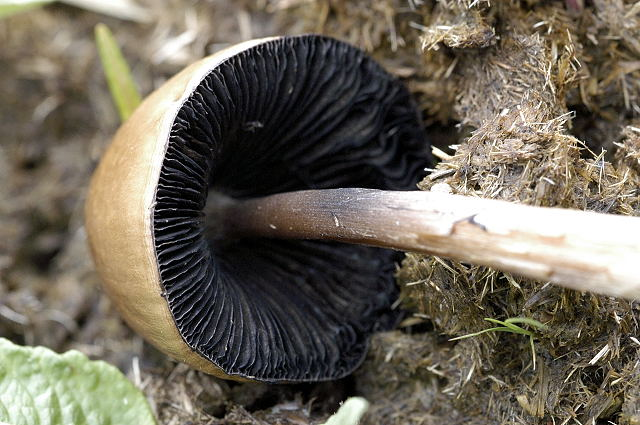

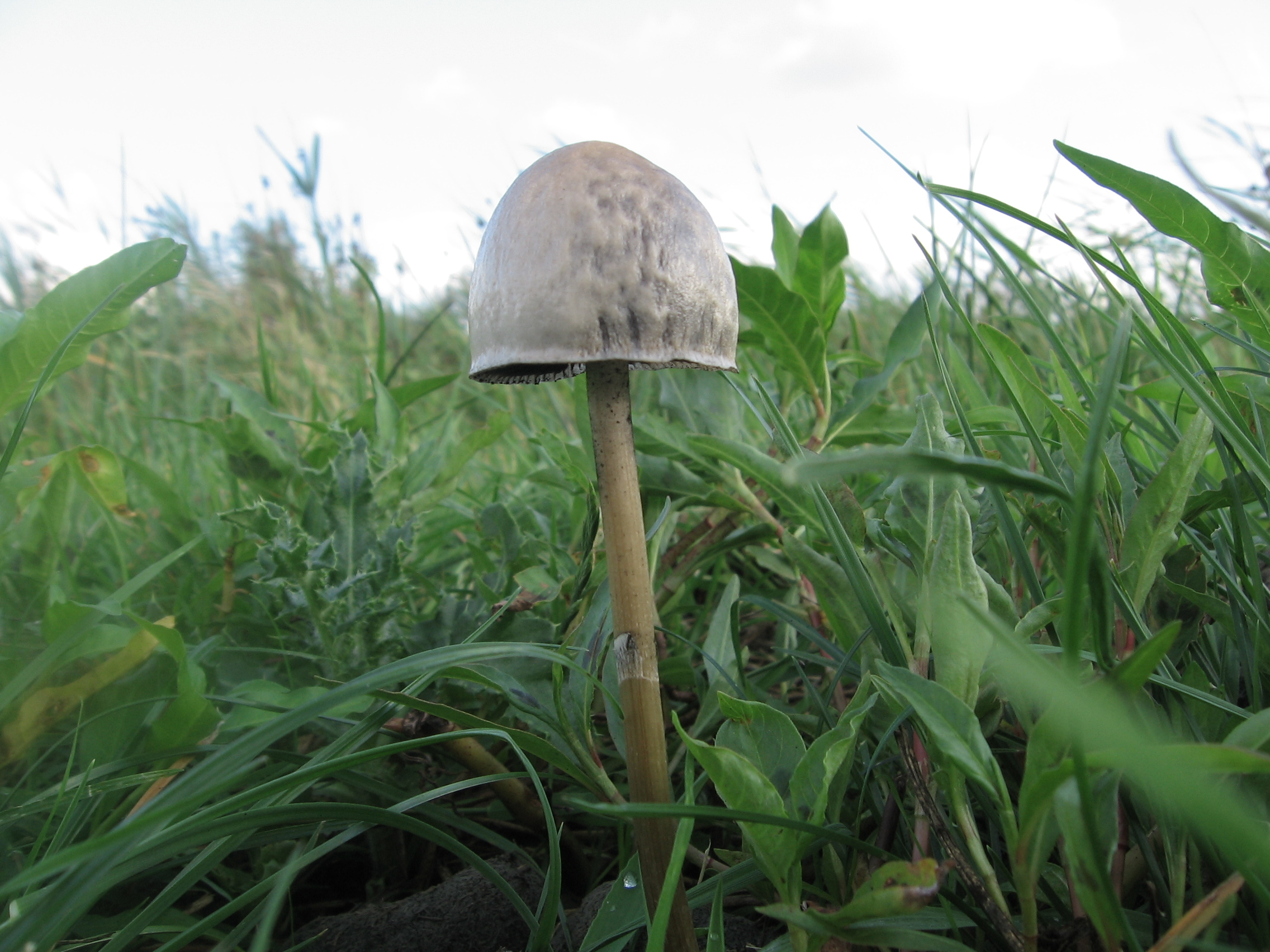

Kołpaczek blady (Panaeolus semiovatus (Sowerby) S. Lundell & Nannf.) – gatunek grzybów z rzędu pieczarkowców (Agaricales).

## Systematyka
Pozycja w klasyfikacji według Index Fungorum: Panaeolus, Incertae sedis, Agaricales, Agaricomycetidae, Agaricomycetes, Agaricomycotina, Basidiomycota, Fungi.
Po raz pierwszy takson ten zdiagnozował w 1798 r. James Sowerby nadając mu nazwę Agaricus semiovatus, później zaliczany był do różnych innych rodzajów. Obecną, uznaną przez Index Fungorum nazwę nadali mu w 1938 r. Seth Lundell i John Axel Nannfeldt, przenosząc go do rodzaju Panaeolus.
Synonimów ma ponad 30. Niektóre z nich>:

- Agaricus egregius Massee 1885
- Agaricus phalaenarum Fr. 1838
- Anellaria phalaenarum (Fr.) M.M. Moser 1967
- Coprinarius phalaenarum (Fr.) Quél. 1886
- Panaeolus antillarum sensu Watling & Gregory 2005
- Panaeolus egregius (Massee) Sacc. 1887
- Panaeolus phalaenarum (Fr.) Quél. 1872
- Agaricus ciliaris Bolton 1788
- Agaricus semiovatus Sowerby 1798
- Agaricus separatus L. 1753
- Anellaria fimiputris sensu auct. mult. 2005
- Anellaria semiovata (Sowerby) A. Pearson & Dennis 1948
- Anellaria separata (L.) P. Karst. 1879
- Anellaria separata var. minor Sacc. 1887
- Coprinarius separatus (L.) Quél. 1886
- Coprinus ciliaris (Bolton) Gray 1821
- Coprinus ciliatus (Bolton) Gray 1821
- Coprinus semiovatus (Sowerby) Gray 1821
- Panaeolus fimiputris sensu auct. mult. 2005
- Panaeolus separatus (L.) Quél. 1877
- Pholiota separata (L.) P. Kumm. 1871[2].

Nazwę polską zaproponował Władysław Wojewoda w 2003 r. dla synonimu Panaeolus fimiputris (Bull.: Fr.) Quél. W polskim piśmiennictwie mykologicznym gatunek ten opisywany był też jako: bedłka żółta gnojowa, pierścieniak oddzielny i kołpaczek oddzielony.

## Morfologia
Kapelusz
O pokroju parabolicznym lub dzwonkowatym, średnicy 3–8 cm, barwy kości słoniowej lub szaro-brązowawej, niehigrofaniczny. Pokryty pękającą przy niskiej wilgotności, lepką, mazistą, komórkową skórką.
Hymenofor
Blaszkowy, blaszki przyrośnięte do trzonu, o regularnej tramie, u dojrzałych owocników czarniawe, niejednolicie zabarwione, plamiste z powodu niejednoczesnego dojrzewania zarodników. Na powierzchni blaszek występują cystydy zawierające siarczki załamujące światło.
Trzon
Barwy kapelusza, ze wzniesionym, skórkowatym, żłobkowanym pierścieniem.
Zarodniki
Spłaszczone, kanciaste, o wymiarach 18–24 × 10,5–13 × 9,5–11,5 μm i gładkiej powierzchni, z porą rostkową.
Wysyp zarodników
Czarny.

## Występowanie i siedlisko
Gatunek kosmopolityczny; poza Antarktydą występuje na wszystkich kontynentach, a także na wielu wyspach. W piśmiennictwie naukowym na terenie Polski podany na licznych stanowiskach.
Saprotrof, grzyb koprofilny. Rozwija się na końskich odchodach lub krowieńcu, na łąkach, od nizin po partie wysokogórskie. Owocnikowanie trwa od czerwca do października.